# 原俊作
原 俊作（はら しゅんさく、1972年6月12日 - ）は、日本のものまねタレント。
本名は原沢 繁雄（はらさわ しげお）。

## 略歴
田原俊彦の顔そっくりさんとして知られ、ものまねを得意とする。そのため、トシちゃんそっくりさんとしてイベントなどを中心に活動を行っている。またバラエティー、ドラマ、CMなどに多数出演。
なお、もともと田原俊彦の大ファンであり、毎年コンサートに行っている。

## テレビ出演

### ドラマ
- 連続テレビ小説「あまちゃん」第51回・第52回・第53回（NHK）- 「トシちゃん似の男」[3]

### ものまね番組
- 爆笑そっくりものまね紅白歌合戦スペシャル
- ものまねグランプリ
- ものまねバトル大賞
- 発表!日本ものまね大賞

### その他番組
- うたばん
- めちゃ×2イケてるッ!
- 笑う犬の太陽
- 内村プロデュース
- キャイ〜ン式
- 24時間テレビ
- スターに逢えるおしゃべり商店街
- あんグラ★NOW!
- お昼ですよ!ふれあいホール
- おネプ!
- ウッチャンナンチャンの炎のチャレンジャー
- チャレンジ歌バトル
- あさイチ
- 爆報! THE フライデー
- 有吉反省会SP
- 東野・岡村の旅猿4プライベートでごめんなさい

## ものまねレパートリー
- 田原俊彦
- 田村正和
- 中条きよし
- 中村雅俊
- 新沼謙治
- のん
- 野口五郎
- 橋幸夫
- 氷川きよし
- 平尾昌晃
- 福山雅治
- 布施明
- 布袋寅泰
- 前川清
- 水谷豊
- 美空ひばり
- 三波春夫
- 山内惠介
- 山下達郎
- ルパン三世
- 和田アキ子ほか

## DVD
- そっくりスター大集合 ものまね100連発！ 第一集[4]